# Sint-Martinuskerk (Hasselt)

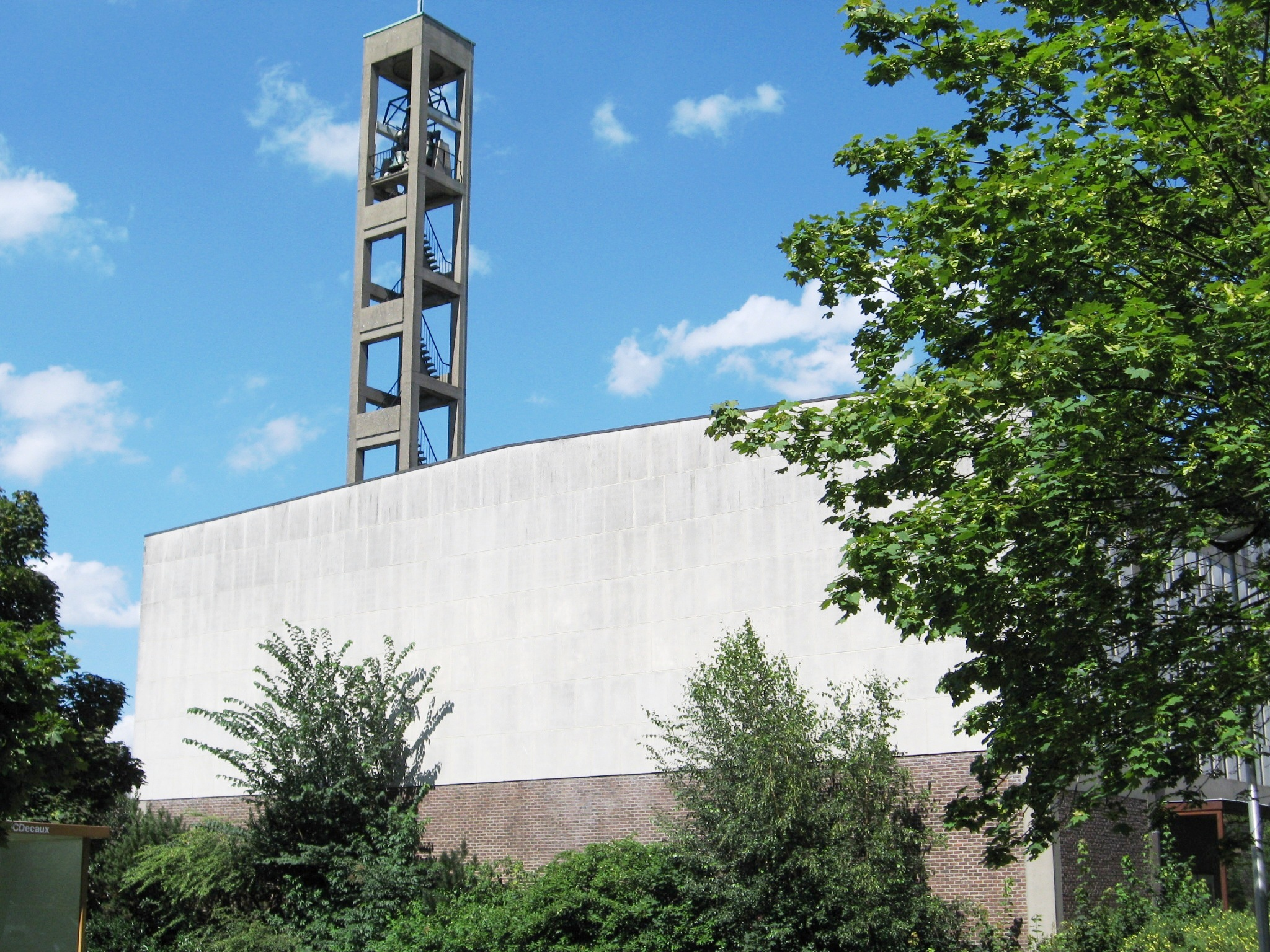
Sint-Martinuskerk

De Sint-Martinuskerk is een kerkgebouw aan het Sint-Martinusplein 3 in de Sint-Martinuswijk in Hasselt (België).
Nadat vanaf de jaren vijftig van de 20e eeuw een nieuwe woonwijk en rooms-katholieke parochie waren ontstaan, werd een kerk gebouwd die op 11 november 1967 werd ingewijd. Architect was Emile Baert. Het ontwerp kwam tot stand tijdens het Tweede Vaticaans Concilie. Het werd nog aangepast aan de daarin geformuleerde nieuwe liturgie, waardoor uiteindelijk het oorspronkelijk geplande priesterkoor verviel en de plattegrond zo werd gewijzigd dat de gelovigen dichter bij het altaar konden plaatsnemen. Er was voorzien in 500 zitplaatsen. De doosvormige kerk is gebouwd in modernistische stijl. Een muur en bijgebouwen (sacristie, ingangsgebouw) omsluiten, samen met de kerkruimte, een binnenplaats. Hierin bevindt zich de opengewerkte toren, die boven de doopkapel werd gebouwd. De kerk is gebouwd in schoon beton, hout en glas.
Het interieur is eenvoudig. Er zijn enkele siersmeedstukken te vinden, zoals de kandelaars en de lezenaar, die vervaardigd zijn door Winand Van Dinter. In de dagkapel bevindt zich een eikenhouten beeld van de Virga Jesse, een natuurgetrouwe kopie van het oorspronkelijke beeld, dat zich in de Virga-Jessebasiliek te Hasselt bevindt. De akoestiek in de kerk is zodanig uitgekiend dat het geluid niet kunstmatig versterkt behoeft te worden.